# 上船塚古墳

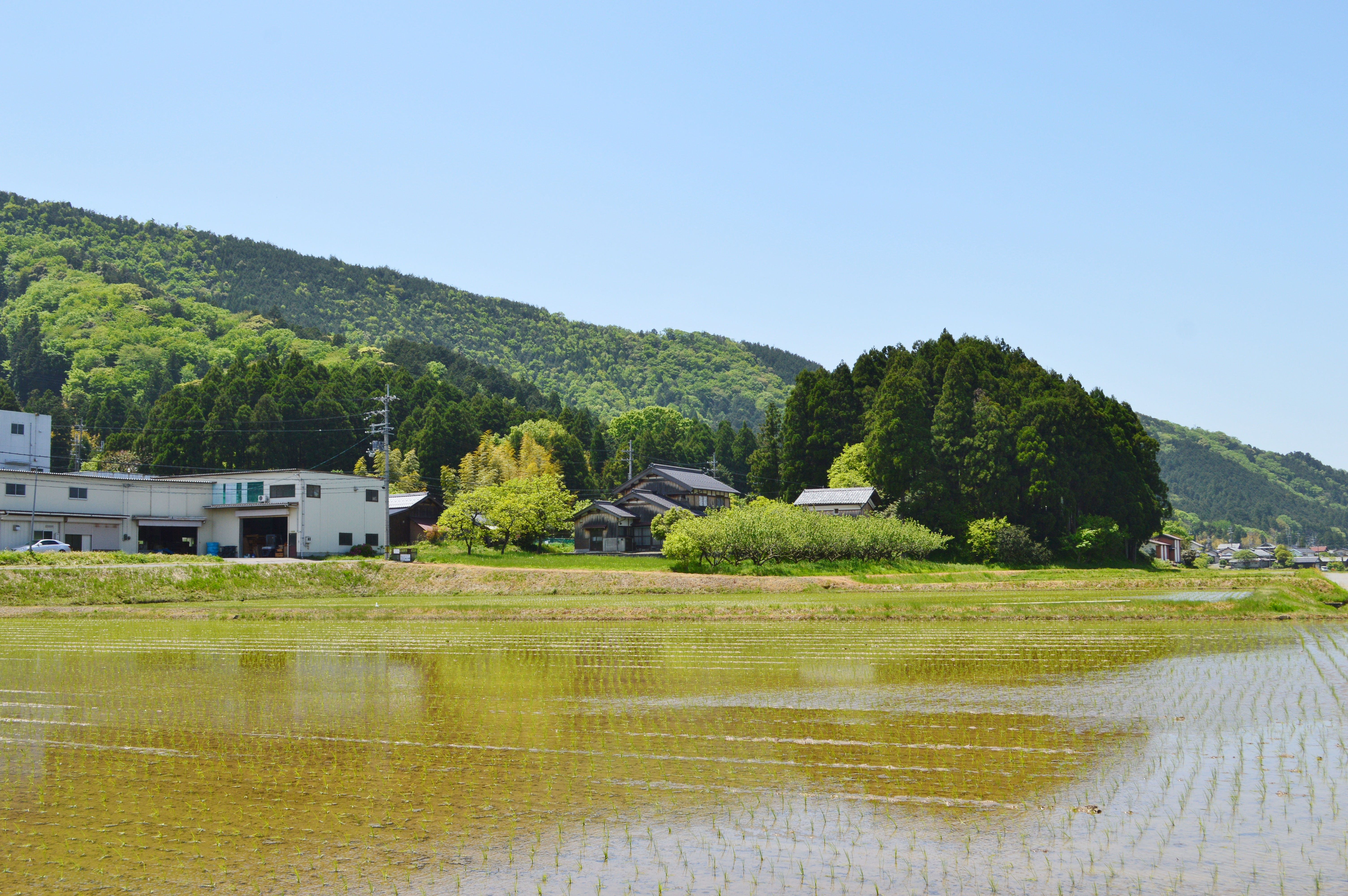
上船塚古墳（左奥）と下船塚古墳（右）

上船塚古墳（かみふなづかこふん）は、福井県三方上中郡若狭町日笠にある古墳。形状は前方後円墳。上中古墳群（うち日笠古墳群/船塚古墳群）を構成する古墳の1つ。国の史跡に指定されている。

## 概要
| 古墳群 | 古墳名       | 形状       | 墳丘長 | 築造時期 |
| ------ | ------------ | ---------- | ------ | -------- |
| 脇袋   | 上ノ塚古墳   | 前方後円墳 | 100m   | 5c初     |
|        | 城山古墳     | 前方後円墳 | 63m    | 5c中     |
| 脇袋   | 西塚古墳     | 前方後円墳 | 74m    | 5c後     |
| 脇袋   | 中塚古墳     | 前方後円墳 | 72m    | 5c末     |
| 天徳寺 | 十善の森古墳 | 前方後円墳 | 68m    | 6c初     |
| 日笠   | 上船塚古墳   | 前方後円墳 | 70m    | 6c前     |
| 日笠   | 下船塚古墳   | 前方後円墳 | 85m    | 6c中     |

福井県南西部、若狭地方中央部において北川左岸の丘陵上に築造された古墳である。北川流域で若狭の首長墓系譜を形成する上中古墳群（脇袋古墳群・天徳寺古墳群・日笠古墳群を包括）のうち、最も西方の日笠古墳群に属する。本古墳は北側に並存する下船塚古墳と合わせて「夫婦塚」とも称され、現在は古墳の南側を国道27号が通り、北側の下船塚古墳との間を旧国道（若狭街道）が通る。
墳形は前方後円形で、墳丘主軸を東西方向として前方部を西方向に向ける（下船塚古墳と同方向）。墳丘は2段築成。墳丘外表では埴輪が採集されているが、葺石は認められていない。墳丘周囲には盾形と見られる周濠が巡らされている。埋葬施設は明らかでないが、横穴式石室と推測される。
築造時期は、古墳時代後期の6世紀前半頃と推定される。若狭の首長墓としては十善の森古墳に後続し、下船塚古墳に先立つ時期に位置づけられる。被葬者は明らかでないが、脇袋古墳群から続く上中古墳群は若狭国造の膳臣（かしわでのおみ、膳氏）一族の首長墓群と考えられており、本古墳もその1つと想定される。
古墳域は1935年（昭和10年）に国の史跡に指定されている。なお、本古墳は古くから若狭国造の墳墓と伝えられるとともに、かつては遠敷明神（若狭彦神社・若狭姫神社）の祭祀が当地でも行われたという。

## 墳丘
墳丘の規模は次の通り。
- 墳丘長：約70メートル
- 後円部 直径：約36メートル
- 前方部 幅：約50メートル

墳丘の形態は下船塚古墳と異なっており、脇袋古墳群の西塚古墳との類似が指摘される。

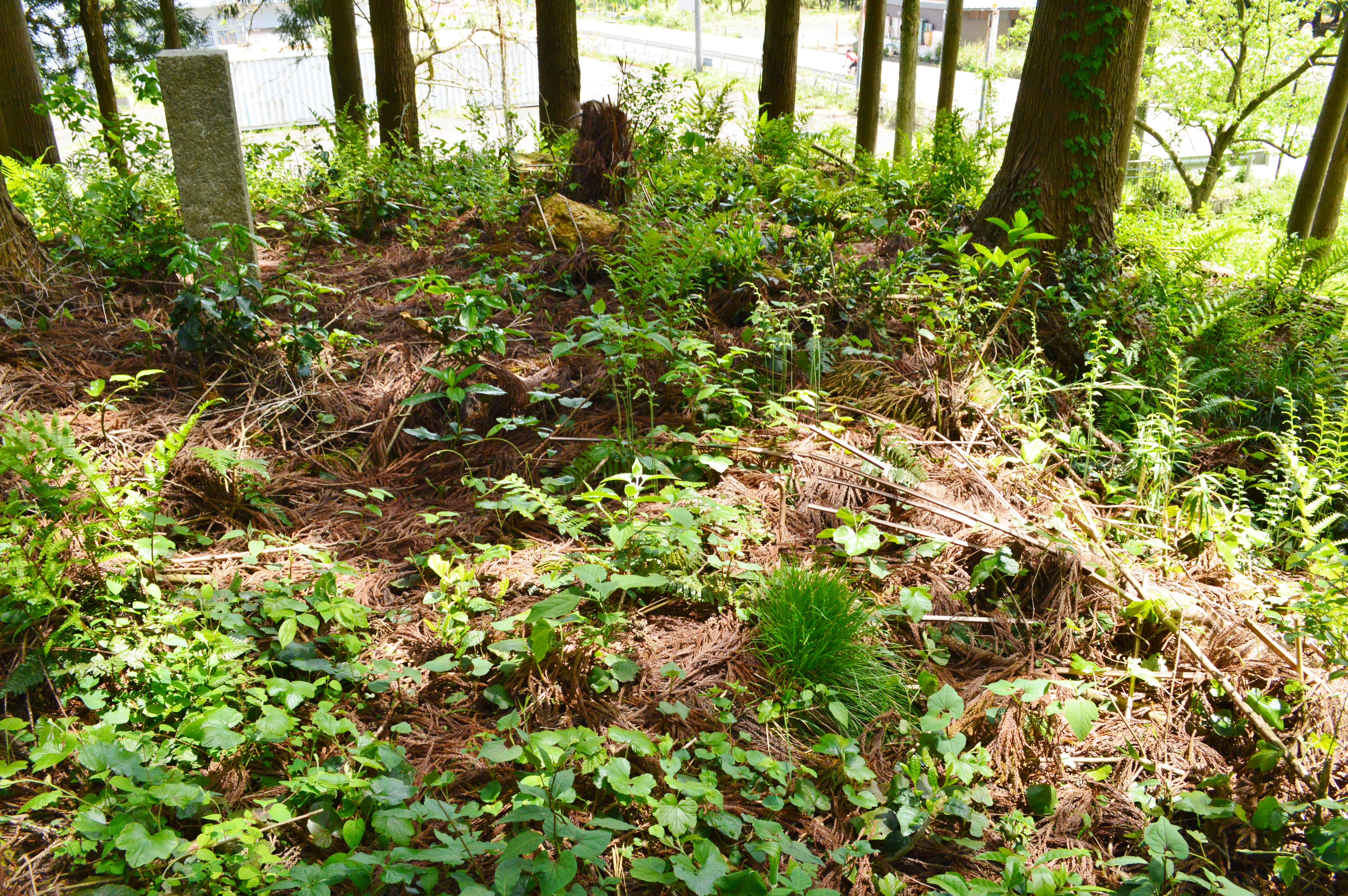
後円部墳頂
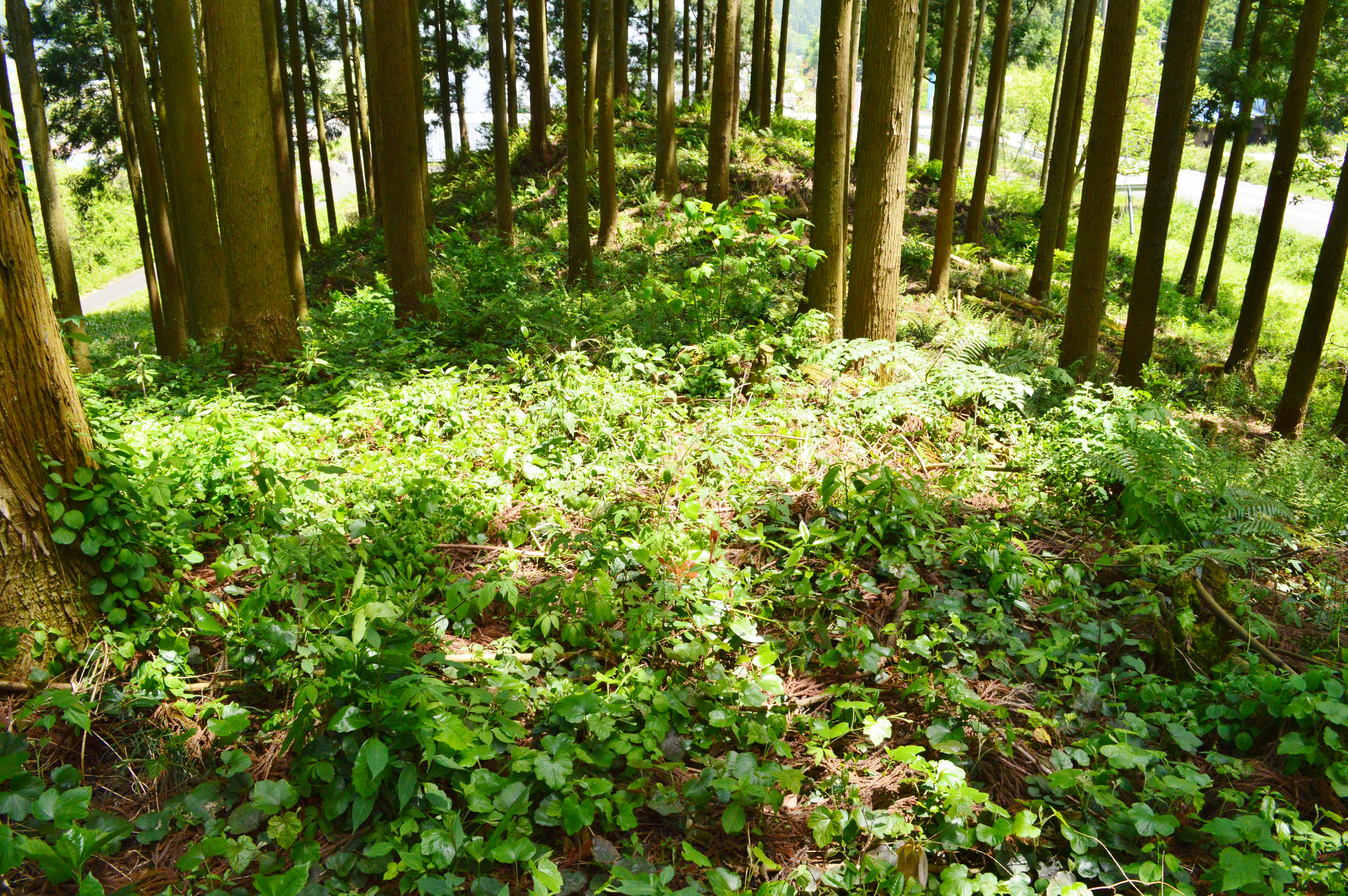
後円部（前方部から望む）
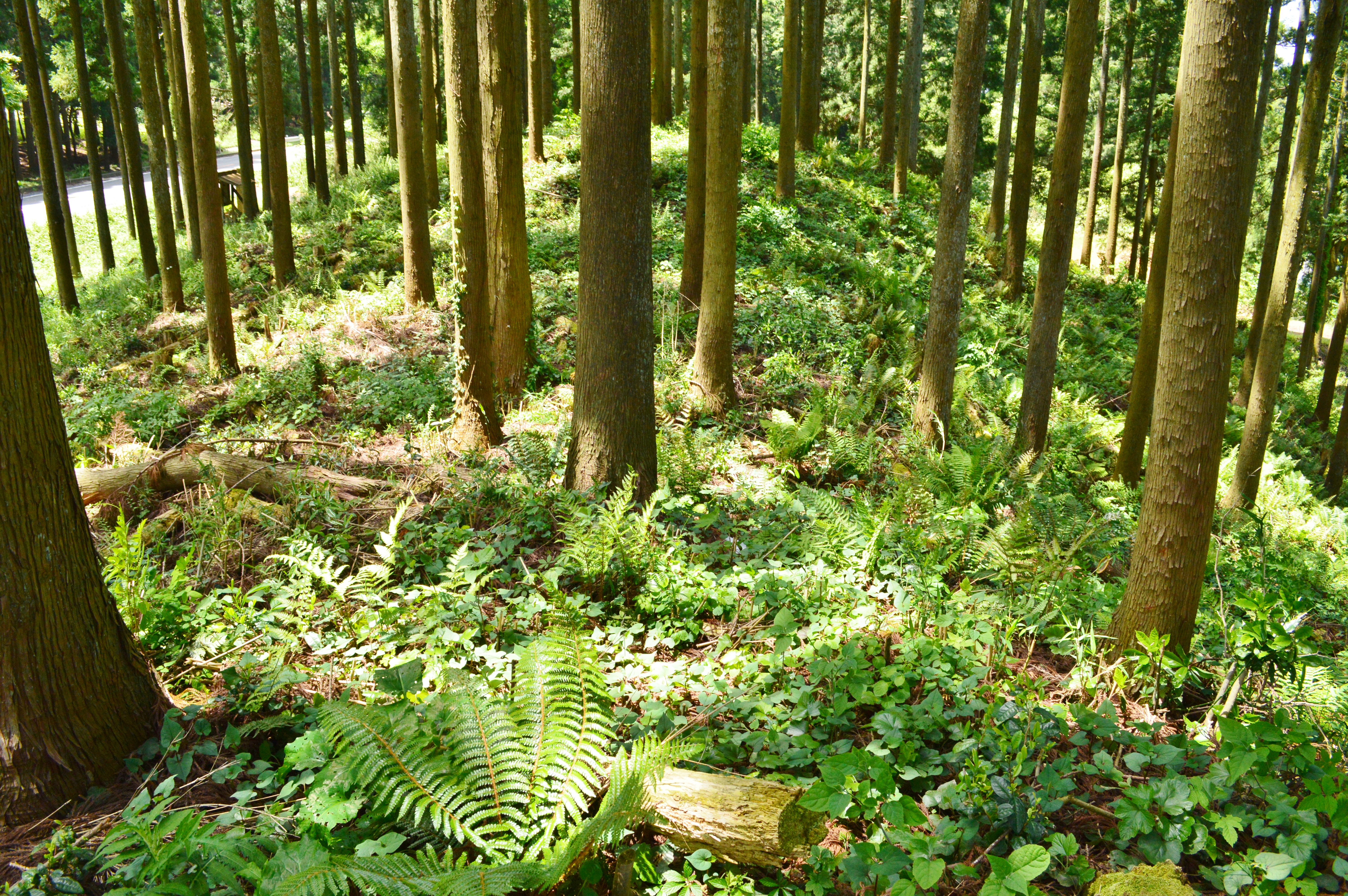
前方部（後円部から望む）
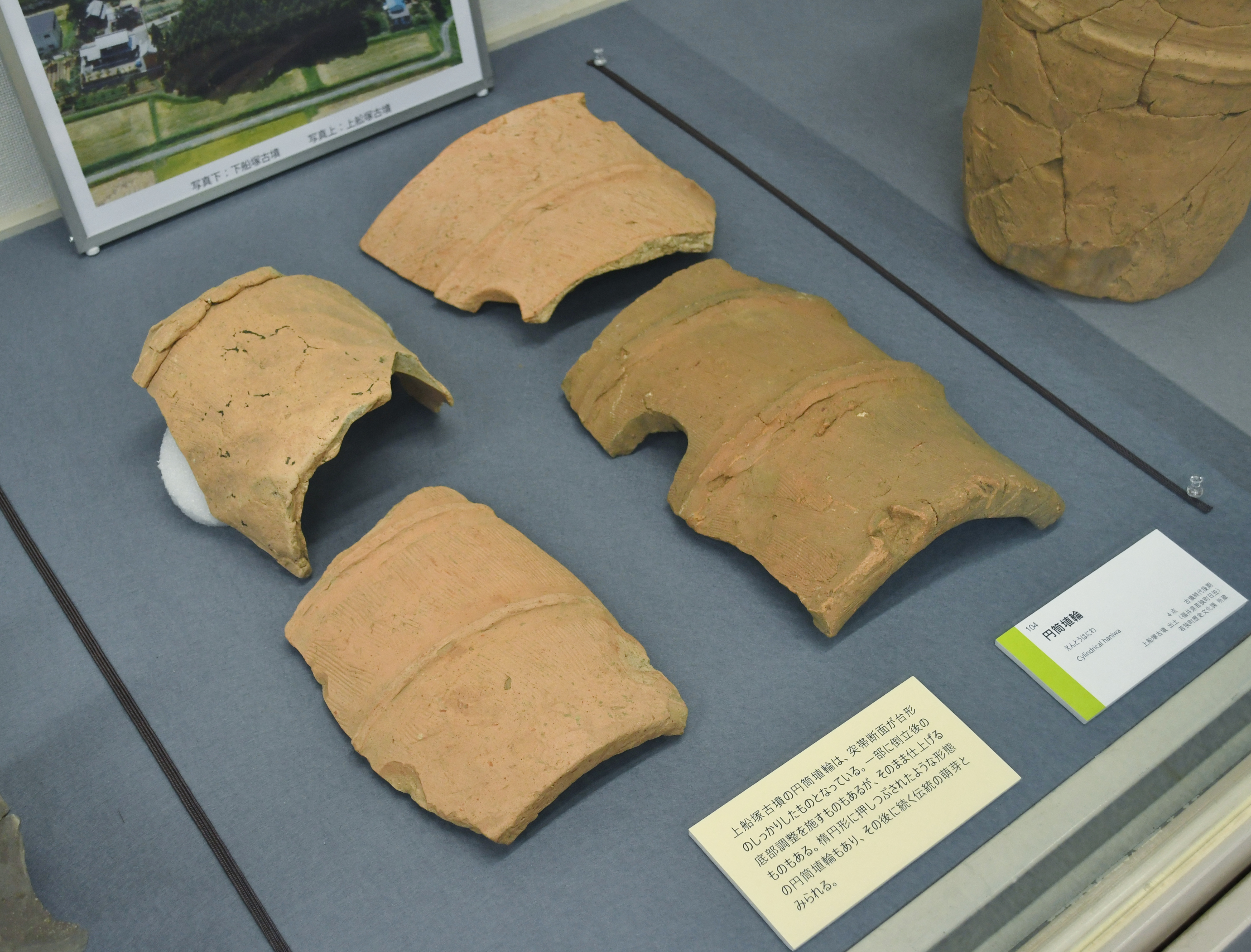
円筒埴輪片 花園大学歴史博物館企画展示時に撮影。

## 文化財

### 国の史跡
- 上船塚古墳 - 1935年（昭和10年）12月24日指定[6]。

## 関連施設
- 若狭町歴史文化館（若狭町市場） - 上船塚古墳の出土埴輪を保管・展示。